# Elroy Hirsch
Elroy Leon Hirsch (* 17. Juni 1923 in Wausau, Wisconsin; † 28. Januar 2004 in Madison, Wisconsin), Spitzname: Crazylegs, war ein US-amerikanischer American-Football-Spieler sowie späterer Schauspieler und Sportfunktionär. Er spielte als Wide Receiver und Runningback in der National Football League (NFL) und gewann mit den Los Angeles Rams 1951 die Meisterschaft.

## Herkunft
Hirsch war ein Adoptivkind und stammte aus einer deutsch-norwegischen Familie. Sein Vater arbeitete in der Stahlindustrie. Er besuchte in seiner Heimatstadt die Highschool. Neben American Football spielte er auch Baseball und Basketball. Seinen Spitznamen erhielt er durch seinen Laufstil, den er sich bereits als Kind aneignete. Er rannte dazu immer wieder mit gekreuzten Beinen über Bordsteinkanten. Zeitgenossen von Hirsch führten aus, dass sein Laufstil an eine demente Ente erinnerte.

## Spielerlaufbahn

### Collegekarriere
1942 erhielt Hirsch ein Stipendium an der University of Wisconsin–Madison und lief dort für deren Collegemannschaft, die Wisconsin Badgers auf. Bereits in seinem ersten Jahr auf dem College machte er unter seinem Trainer Harry Stuhldreher durch gute Leistungen auf sich aufmerksam. Er wurde auf verschiedenen Positionen eingesetzt und konnte in seinem ersten Jahr 786 Yards Raumgewinn durch Laufspiel, 390 Yards durch Passfänge und 226 Yards durch Würfe erzielen. Insbesondere sein unberechenbarer Laufstil machte ihn für gegnerische Abwehrspieler zu einem unangenehmen Gegenspieler.
1943 schloss sich Hirsch dem United States Marine Corps an, erhielt aber die Möglichkeit seine Collegeausbildung an der University of Michigan fortzusetzen. Er lief für die Michigan Wolverines auf, betrieb aber auch andere Sportarten auf dem College. 1946 wurde er in das nationale College Football All-Star Team gewählt. Die Mannschaft spielte gegen die Los Angeles Rams. Dank zweier Touchdowns, die Hirsch erzielen konnte, gelang der Collegemannschaft ein 16:0-Sieg. Hirsch wurde zum Most Valuable Player (MVP) des Spiels gewählt.

### Profikarriere
1945 wurde Hirsch von den Cleveland Browns im NFL Draft ausgewählt. Er lief niemals für diese Mannschaft auf. Vielmehr schloss er sich zwischen 1946 und 1948 den Chicago Rockets, die in der Konkurrenzliga All-America Football Conference (AAFC) beheimatet waren, an. 1948 spielte seine Mannschaft ein Vergleichsspiel gegen die Browns. Hirsch musste einen ersten persönlichen Rückschlag seiner Laufbahn hinnehmen. Durch einen harten Tackle eines Gegenspielers zog er sich eine Knie- und eine Schädelverletzung zu. Er konnte daraufhin die Saison nicht zu Ende spielen. Nach drei Jahren bei den Rockets wechselte er dann zu den Los Angeles Rams in die NFL. Ab 1950 wurde er durch seinen Trainer Joe Stydahar nur noch als Wide Receiver eingesetzt. 1951 hatte Hirsch sein persönlich erfolgreichstes Jahr. Er stellte während der Regular Season drei Saisonrekorde auf – für die meisten gefangenen Bälle (66), die meisten erzielten Touchdowns durch Passfänge (17) und den größten erzielten Raumgewinn. Dieser Rekord, 1.495 Yards innerhalb einer Saison, wurde erst zehn Jahre später von Charley Hennigan gebrochen.
Nachdem die Rams 1949 das NFL Championship Game gegen die Philadelphia Eagles mit 14:0 verloren hatten, gelang ihnen 1950 erneut der Einzug in das Endspiel. Das Spiel ging erneut verloren. Die Cleveland Browns setzten sich mit 30:28 durch. Hirsch konnte vier Pässe für einen Raumgewinn von 42 Yards fangen. 1951 gelang es dann den Rams sich mit 24:17 gegen die Browns im Endspiel durchzusetzen. Erneut gelangen Hirsch vier Passfänge für einen Raumgewinn von 66 Yards. 1955 zog Hirsch dann zum vierten Mal in ein Endspiel ein. Erneut musste er sich mit seinem Teams den Browns im Endspiel mit 38:14 geschlagen geben.
Im Jahr 1954 wollte Hirsch seine Laufbahn beenden. Da die Rams sehr viele verletzte Spieler hatten, entschloss er sich zu einer Rückkehr und spielte bis 1957 bei diesem Team.

## Nach der Spielerkarriere

### Schauspieler
Hirsch spielte bereits während seiner Spielerlaufbahn in verschiedenen Filmen mit. 1953 wurde sein Leben in dem Film Crazylegs dargestellt. Hirsch spielte sich darin selbst. Nachdem er seine Karriere beendet hatte, trat er noch in weiteren Filmen und Serien auf, unter anderem spielte er neben Dana Andrews im Film Zero Hour!, auch übernahm er 1955 die Hauptrolle in Unchained.  Zuletzt trat er 1961 schauspielerisch in Erscheinung.

### Sportfunktionär
1960 wurde Hirsch General Manager der Rams. Er verpflichtete seinen ehemaligen Mitspieler Bob Waterfield als Trainer. Erfolge konnte er mit den Rams aber keine mehr feiern, vielmehr entwickelte sich die Mannschaft zu einem der schlechtesten Teams in der Liga. Nach fast 20 Jahren musste Hirsch die Rams verlassen. Bevor er 1969 zum Sportdirektor seines alten Colleges in Madison ernannt wurde, hatte er kurzzeitig die gleiche Funktion bei der Union Oil Company inne. Während seiner Zeit als Sportdirektor in Wisconsin konnten die Badgers dann enorm an Popularität zulegen. Innerhalb von vier Jahren konnte er die durchschnittliche Zuschauerzahl von 43.000 auf mehr als 70.000 Zuschauer steigern. Ferner brachte er die defizitäre Footballmannschaft wieder in die Gewinnzone. 1981, 1982 und 1984 konnten die Badgers jeweils in Bowlspiele einziehen. Lediglich der Independence Bowl konnte 1982 gegen die Kansas State University mit 14:3 gewonnen werden. Nachdem er sich 1987 zur Ruhe gesetzt hatte, blieb er Botschafter seines Teams.

## Ehrungen
Hirsch wurde 1965 in die Wisconsin Athletic Hall of Fame aufgenommen. Er ist ferner Mitglied in der Madison Sports Hall of Fame, seit 1968 in der Pro Football Hall of Fame, in der Wisconsin Athletic Hall of Fame, in dem NFL 1950s All-Decade Team, in der Marine Corps Sports Hall of Fame und seit 1974 in der College Football Hall of Fame. Er spielte in drei Pro Bowls und wurde 1999 durch die Zeitung The Sporting News zu einem der 100 besten Footballspieler aller Zeiten gewählt. Seine Rückennummer 40 wird durch die Badgers nicht mehr vergeben.

## Abseits des Spielfelds
Seit 1981 wird in Madison zu seiner Ehre ein 8 km langes Rennen, die Crazylegs Classic, durch die Innenstadt durchgeführt. Hirsch war verheiratet. Er hinterließ neben seiner Frau, noch einen Sohn und eine Tochter. Elroy Hirsch ist auf dem Pine Grove Cemetery in Wausau beerdigt.

## Filmografie
- 1949: Easy Living
- 1953: Crazylegs
- 1955: Unchained
- 1955: The Pepsi-Cola Playhouse (Fernsehserie, eine Folge)
- 1957: 714 antwortet nicht (Zero Hour!)
- 1961: Ein Fall für Michael Shayne (Michael Shayne, Fernsehserie, eine Folge)
- 1965: Die Munsters (The Munsters, Fernsehserie, Folge Herman the Rookie, als er selbst)

## Quelle
- Jens Plassmann: NFL – American Football. Das Spiel, die Stars, die Stories (= Rororo 9445 rororo Sport). Rowohlt, Reinbek bei Hamburg 1995, ISBN 3-499-19445-7.